# Ciutat d'Autun
 Autun  és una ciutat francesa, situat al departament de Saona i Loira i a la regió de Borgonya - Franc Comtat.

## Història
Bibracte fou la capital dels hedus segons Juli Cèsar. La capital, posteriorment, fou Augustodonum, que donà lloc a l'actual ciutat d'Autun.
Augustodonum fou ocupada pel rebel Sacrovir, un hedu (any 21). La ciutat continuava essent la capital dels hedus i lloc on s'educaven els joves de la noblesa gal·la. La ciutat fou assetjada per Tètric I que es va proclamar emperador a la Gàl·lia, i les destruccions que s'hi van produir foren arreglades per Constanci Clor i el seu fill Constantí. Àtila va destruir la ciutat.
El 725 fou saquejada pels musulmans.
La moderna ciutat té algunes restes romanes, especialment les muralles que van des del Mont Jeu (Mont Jovis) al riu Arroux. Es conserven algunes portes de les muralles, en concret les que es diuen Porta d'Arroux i Porta de Saint André. El lloc on hi havia el fòrum es diu ara el Marchau, i l'antic camp de Mars és el Chaumar i té les restes del temple de Janus. Queden també restes del teatre i de l'amfiteatre i a la rodalia un gran llac artificial. Al turó de Montjeu hi ha l'inici d'un aqüeducte. També es troben a la rodalia de la ciutat algunes restes preromanes com l'anomenada Piràmide o Pedra de Conhard, un monument de pedres.
Autun dona nom a l'autunita, un mineral radioactiu de la classe dels fosfats, que va ser descobert aquí l'any 1852.

## Personatges il·lustres
- Louis Renault (1843-1918): jurista, Premi Nobel de la Pau de l'any 1907

Consulteu també la categoria Persones d'Autun

## Llocs d'interès
- Teatre gal·loromà d'Autun
- Temple de Janns (Autun)
- Piràmide de Couhard